# マスターピース・グループ
マスターピース・グループ株式会社は、東京都港区に本社をおき、世界各国のBPO（ビジネス・プロセス・アウトソーシング）拠点を利用して、コンタクトセンター、データエントリー、モニタリングサービスなどを提供する会社である。

## 沿革
- 1992年9月 - 現・代表取締役会長の佐藤修がマーケティングを事業目的とする株式会社サイク（資本金10,000千円）を設立。人材派遣会社・フルキャストの前身である神奈川進学研究会（法人格としては、現在のフルキャストテクノロジー）からの依頼により新規事業の企画立案をし、同社の別事業部を経て、10月にフルキャストの新設全てをサポートし、2年間の総合コンサルティングを行う。
- 1995年2月 - 株式会社サイクの子会社として株式会社グッドウィルの発行済株式51%を出資し設立。すなわち、この「株式会社グッドウィル」を設立したのは折口雅博ではない。
- 1997年 - 将来のグループ構想・株式公開などを考え、株式会社グッドウィル（1999年5月にグッドウィル・グループ株式会社に社名変更）へ発行済株式100%を譲渡し連結対象子会社となる。
- 1998年3月 - 商号を株式会社グッドウィル・コミュニケーションに変更。テレマーケティング、データベースマーケティング、クリエイティブ事業をベースに新たに事業展開を開始する。
- 1999年7月 - グッドウィル・グループ株式会社を店頭（現ジャスダック）にて株式を公開。（銘柄コード4723）
- 2000年3月 - 本社を渋谷区神宮前に移転、CTIシステムを導入したコールセンターを開設。
- 2001年6月 - グッドウィル・グループ株式会社から、MBOにて資本関係上、分離独立。
- 2001年12月 - 社名を「株式会社マスターピース」に変更。本社を港区南麻布へ移転し、新体制にてスタート。
- 2006年10月1日 - 社名を「マスターピース・グループ株式会社」に変更。
- 2007年12月 - タイ・バンコクにコールセンターを開設(タイ政府の投資奨励恩典を持つアジア・ダイナミック・コミュニケーションズを買収)。
- 2011年 - 安徽省合肥市にコンタクトセンターを開設。
- 2013年 - フィリピン・マニラに英語コンタクトセンター業務を行うフィリピンセンターを開設。
- 2016年 - コロンビアのBPO企業と提携。スペイン語サービス開始。ベンチャー企業への投資、中国・アジアへの進出コンサルティングを事業とするSOLERA Investment Limitedを設立。
- 2017年 - ミャンマー・ヤンゴンにミャンマー語コールセンターを開設。
- 2018年 - 株式会社Warranty technologyとの合弁会社、株式会社Warranty Solutionsを設立し『保証対応コールセンター』サービスの本格提供を開始。SNSリスクマネジメントを事業とする株式会社リリーフサインを子会社化。

## 事業所
- 東京本社　東京都港区西麻布1-8-12MPG西麻布ビル
- 北京本社　北京市朝陽区酒仙橋路10号恒通商務園B28
- タイバンコクコンタクトセンター　20th Floor, CAT Telecom Tower, 72 Charoen Krung Road, Bangrak, Bangrak, Bangkok 10500 Thailand

## 関連会社
- MPG大分BPO-Center株式会社
- 株式会社Warranty Solutions
- 株式会社マーヴァラス
- 株式会社マイスタヴェルク・ホールディングス
- 株式会社ウィズランチ
- 株式会社リリーフサイン
- SOLERA Investment Limited
- 北京九五太維資訊有限公司
- BPO Asia Limited（香港）
- Lan Thit Masterpiece Ltd.
- Masterpiece Group (Philippines), Inc.
- Masterpiece Group(Thailand) Co., Ltd.